# Autostichidae
Autostichidae — родина різнокрилих молей надродини Gelechioidea. Містить 638 видів у 72 родах.

## Таксономія
Традиційно, таксон під назвою Autostichinae вважався підродиною Oecophoridae. Лише у 2011 році його підвищили до рангу родини.

## Підродини
- Autostichinae Le Marchand, 1947
- Deocloninae Hodges, 1998
- Glyphidocerinae Hodges, 1998
- Holcopogoninae Gozmány, 1967
- Oegoconiinae Leraut, 1992
- Symmocinae Gozmány, 1957